# Пфафф, Жан-Мари
Жан-Мари́ Пфафф (нидерл. Jean-Marie Pfaff; род. 4 декабря 1953, Леббеке, Восточная Фландрия) — бельгийский футболист, вратарь. Большую часть своей карьеры провёл в бельгийском клубе «Беверен» и западногерманской «Баварии». Участник двух чемпионатов мира (1982, 1986) и двух чемпионатов Европы (1980, 1984), серебряный призёр ЧЕ-80 и 4-й призёр ЧМ-86. Один из лучших вратарей в мировой истории. Первым получил звание лучшего вратаря мира (в 1987 году). В 2004 году, в год столетия ФИФА, был включён в список ФИФА 100. Помимо надёжной игры в створе ворот, прославился также своими чудачествами, игрой на публику во время матчей. С 2003 года на бельгийском телевидении выходит программа «Пфаффы», своего рода реалити-шоу с участием Жан-Мари, его жены и трёх дочерей.

## Карьера
В возрасте 16 лет Пфафф присоединяется к клубу «Беверен» с которым он выиграл чемпионат Бельгии (1979) и Кубок Бельгии (1978). За клуб провёл десять сезонов, приняв участие в 276 матчах чемпионата. В том же году он получил бельгийскую Золотую бутсу.
Своей игрой Пфафф привлёк внимание представителей тренерского штаба мюнхенской «Баварии», в состав которой присоединился в 1982 году. Сыграл за клуб шесть сезонов. Играя в составе «Баварии» также в основном выходил на поле в основном составе команды. За это время добавил в перечень своих трофеев три титула чемпиона Германии, кроме того стал двукратным обладателем Кубка Германии.
В течение сезона 1988/89 годов защищал цвета «Льерса».
Завершил профессиональную игровую карьеру в турецком клубе «Трабзонспор», за который выступал на протяжении 1989—1990 годов.

## Выступления за сборную
В 1976 году дебютировал в официальных матчах в составе национальной сборной Бельгии. В течение карьеры в национальной команде, которая длилась 11 лет, провёл в форме главной команды страны 64 матча.
В составе сборной был участником чемпионата Европы 1980 в Италии, где вместе с командой завоевал серебро, чемпионата мира 1982 года в Испании, чемпионата Европы 1984 в Франции и чемпионата мира 1986 года в Мексике.

## Достижения

### Командные
«Беверен»
- Чемпион Бельгии: 1978/79
- Обладатель Кубка Бельгии: 1977/78

«Бавария»
- Чемпион ФРГ (3): 1984/85, 1985/86, 1986/87
- Обладатель Кубка ФРГ (2): 1983/84, 1985/86
- Финалист Кубка европейских чемпионов: 1986/87

Сборная Бельгии
- Вице-чемпион Евро-1980
- 4-е место на чемпионате мира 1986

### Личные
- Лучший вратарь мира по версии МФФИИС: 1987
- Футболист года в Бельгии: 1978
- Входит в список ФИФА 100
- Golden Foot: 2014 (в номинации «Легенды футбола»)